# Erendira pallidoguttata
Erendira pallidoguttata is een spinnensoort uit de familie van de loopspinnen (Corinnidae).
De wetenschappelijke naam van de soort werd in 1897 als Corinna pallidoguttata gepubliceerd door Eugène Simon.